# گانا سوروکینا
گانا سوروکینا (اوکراینی: Ганна Сорокіна؛ زادهٔ ۳۱ مارس ۱۹۷۶) شیرجه‌رو اهل اوکراین است.